# Lethe kansa
Lethe kansa är en fjärilsart som beskrevs av Moore 1857. Lethe kansa ingår i släktet Lethe och familjen praktfjärilar. Inga underarter finns listade i Catalogue of Life.